# Vụ Co Lớn

Hình dung Vụ Co Lớn

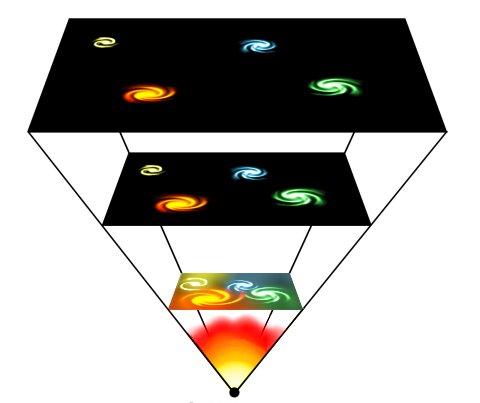
Vụ Co Lớn được coi như phép nghịch đảo thời gian của Vụ Nổ Lớn

Trong vũ trụ học, Vụ Co Lớn (tiếng Anh: the Big Crunch) là một dự đoán tương lai vũ trụ về sự quy tụ của vũ trụ trở lại 1 điểm sau khi nó ngừng nở ra sau Vụ Nổ Lớn.
Nếu lực hấp dẫn của tất cả vật chất trong vòng vũ trụ quan sát được đủ lớn, nó có thể làm chậm dần quá trình nở ra của vũ trụ, đến mức ngừng hẳn rồi sau đó bắt đầu co trở lại. Sau khoảng thời gian gần bằng thời gian giãn nở, vũ trụ co trở về 1 điểm kỳ dị, tương tự như 1 hố đen khổng lồ chứa tất cả mọi vật chất. Không thể nói gì được về chuyện gì sẽ xảy ra sau Vụ Co Lớn, vì thời gian ngừng tại điểm kỳ dị này.
Để xảy ra Vụ Co Lớn, mật độ vật chất trong vũ trụ phải đủ lớn để làm độ cong của không-thời gian là dương (tương tự như bề mặt của hình cầu). Nếu mật độ trung bình nhỏ hơn 1 giá trị, gọi là mật độ tới hạn, độ cong sẽ là âm (tương tự hình yên ngựa) và lực hấp dẫn tuy vẫn làm chậm quá trình giãn nở nhưng sẽ không bao giờ khiến quá trình này ngừng hẳn. Các trường hợp độ cong vũ trụ âm, dương hay bằng 0 tương ứng với 3 mô hình Friedmann. Các mô hình này giả thiết hằng số vũ trụ học bằng 0.
|  |

Tuy nhiên, các bằng chứng thực nghiệm (các quan sát về các siêu tân tinh được lấy làm ngọn nến mốc, hay nền vi sóng vũ trụ) cho thấy sự giãn nở của vũ trụ không bị chậm lại mà còn đang tăng tốc. Đa số các nhà thiên văn đã công nhận kết quả thực nghiệm về vũ trụ nở nhanh dần từ năm 2002.
Theo thuyết tương đối rộng, mô hình đơn giản nhất tương ứng với 1 vũ trụ đang nở nhanh dần là hằng số vũ trụ dương, có thể được giải thích là chân không lượng tử đang sinh ra 1 lực đẩy chống lại lực hấp dẫn. Sự tăng tốc của quá trình giãn nở gây ra bởi năng lượng tối và hằng số vũ trụ có thể biến đổi theo thời gian chứ không là 1 hằng số vật lý. Trên lý thuyết, điều này tương đương với việc hằng số vũ trụ có thể sẽ không giữ giá trị như hiện nay nữa và trở thành âm một ngày nào đó, để sinh ra Vụ Co Lớn. Lý thuyết tương đối rộng vẫn cho phép xảy ra Vụ Co Lớn, nhưng thời gian diễn ra của 1 Vụ Co Lớn bị giới hạn.